# Milan Mandarić
Milan Mandarić  (Vrebac, Gospić, 5. rujna 1938.) je poslovni čovjek, multimilijunaš i suvlasnik nogometnog kluba Leicester City, po nacionalnosti Srbin.

## Životopis
Milan Mandarić rođen je u Vrebcu u Lici. Kasnije seli s roditeljima u Vojvodinu. Odrastao je u Novom Sadu gdje s 21 godinu preuzima očevu trgovinu i vrlo uspješno posluje. 
Kasnije dolazi u sukob s vlastima komunističke Jugoslavije i tako odlučuje napustiti zemlju. Većinu vlasništva ostavlja u zemlji i seli u SAD, gdje se zapošljava se u tvrtki koja proizvodi kompjuterske dijelove. Kasnije 1971. godine osniva svoju firmu pod imenom Lika Corporation. Godine 1976. Mandarić dobiva američko državljanstvo. Svoju tvrtku kasnije prodaje Tandy Corporation i osniva novu tvrtku, pod imenom Sanmina.
Od 1999. do 2006. vlasnik je FC Portsmoutha koji je 2007. godine prodao rusko-francuskom milijunašu Aleksandru Gajdamaku, te kupuje nogometni klub Leicester City.